# Elumalai
Elumalai är en ort i Indien.   Den ligger i distriktet Madurai och delstaten Tamil Nadu, i den södra delen av landet, 2 100 km söder om huvudstaden New Delhi. Elumalai ligger 215 meter över havet och antalet invånare är 14 456.
Terrängen runt Elumalai är kuperad åt nordväst, men åt sydost är den platt. Runt Elumalai är det ganska tätbefolkat, med 230 invånare per kvadratkilometer. Närmaste större samhälle är Usilampatti, 15,1 km nordost om Elumalai. Omgivningarna runt Elumalai är en mosaik av jordbruksmark och naturlig växtlighet.